# Політичні партії Росії
Згідно з інформацією з вебсайта Міністерства юстиції Російської Федерації, станом на 25 червня 2016 р., відповідно до Федерального закону «Про політичні партії», було зареєстровано 7 політичних партій.
Список в алфавітному порядку:
- «Громадянська платформа»
- «Єдина Росія»
- «Комуністична партія Російської Федерації»
- «Ліберально-демократична партія Росії»
- «Патріоти Росії»
- «Партія Росту»
- «Родіна»
- «Справедлива Росія»
- «Російська об'єднана демократична партія Яблуко»

Восени 2008 року декілька партій оголосили про припинення свого існування:
- 25 вересня Партія соціальної справедливості ухвалила рішення про розпуск.[2].
- 15 листопада з'їзди «Громадянської сили», Демократичної партії Росії та «Союзу правих сил» проголосували за розпуск своїх партій. Розпуск партії «Союзу правих сил» оспорювався в суді прихильниками збереження партії.[3][4] 21 січня 2009 р. ліквідація була визнана законною.[5]. Замість цих партій сформована партія Вірна справа.

У 2009 році припинили своє існування 7 партій:
- 12 січня — Російська екологічна партія «Зелені»
- 12 січня — «Народний союз»
- 21 січня — Аграрна партія Росії
- 11 лютого — Партія миру та єдності
- 30 березня — СПС
- 30 березня — Партія соціальної справедливості
- 2 квітня — «Громадянська сила»

25 червня 2009 р. Політична партія «Справедлива Росія: Батьківщина/Пенсіонери/Життя» ухвалила рішення скоротити свою назву до «Справедлива Росія».
12 квітня 2011 р. Європейський суд з прав людини визнав незаконною ліквідацію Республіканської партії Росії.